# 尼古拉斯·廷贝亨

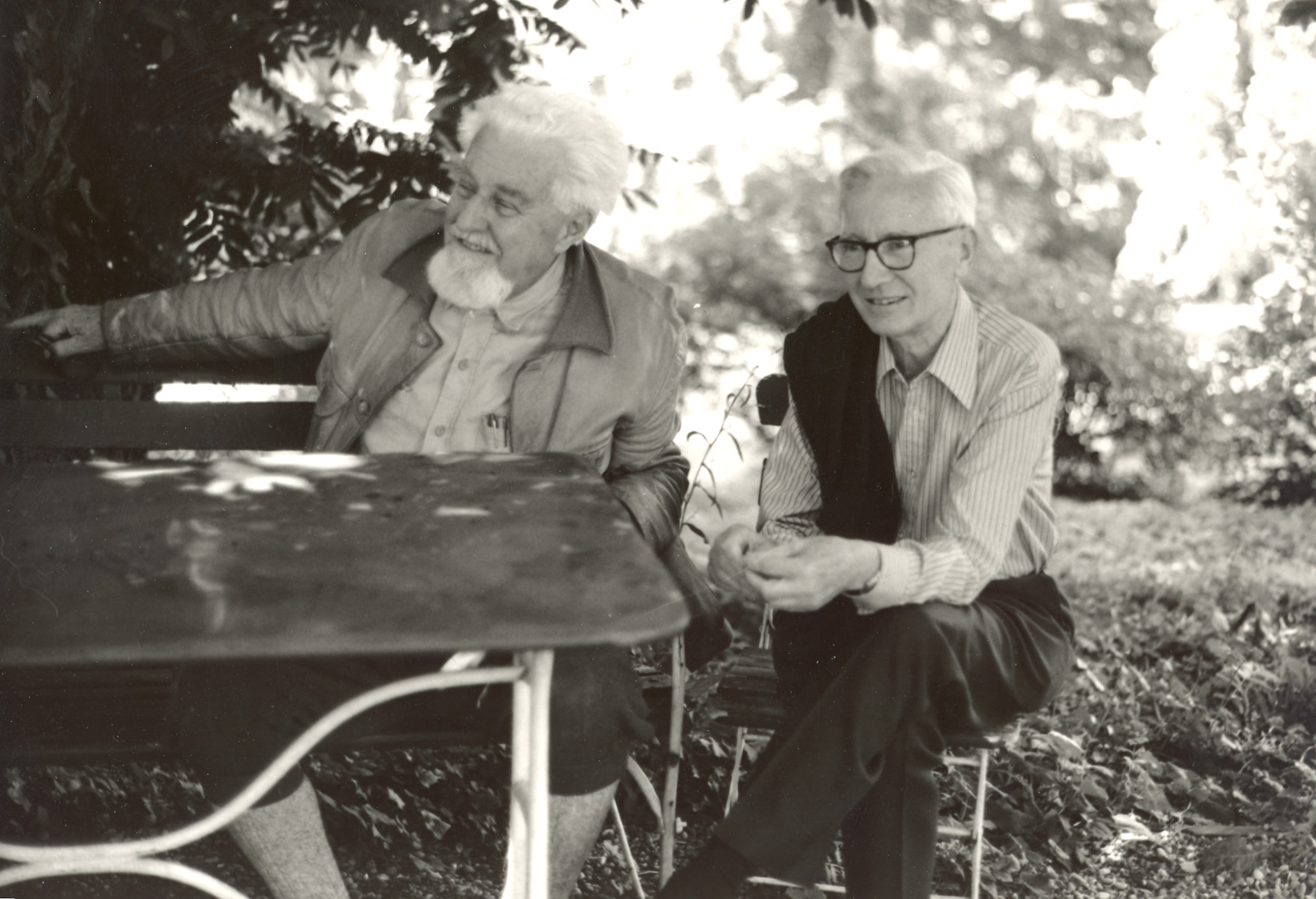
尼古拉斯·廷贝亨（右）與康拉德·洛倫茲之合影。

尼古拉斯·“尼科”·廷贝亨（荷蘭語：Nikolaas "Niko" Tinbergen，1907年4月15日—1988年12月21日）是一位荷蘭動物行為學家與鳥類學家。1973年他與卡爾·馮·弗利、康拉德·洛倫茲因為在動物個體和群體行為的構成和激發方面做出了重大的貢獻，共同獲得諾貝爾生理學或醫學獎。

## 貢獻

### 四個問題
他認為動物行為學有四個重要問題：
近似機構：
- 因果：引起反應的刺激是什麼，這個反應如何在學習過程中修正? 以及行為與精神的分子層次、生理學、神經行為學、認知與群體層次的機制，和他們之間的關係。比較：尼古拉·哈特曼之「複雜層次的規律」。

- 成長：行為如何在年齡增加過程中變化，以及哪些早期的經驗對行為的表現是必須的? 每個發生階段時期與環境因子所扮演的腳色。比較：重演學說。

根本機構：
- 機制：行為如何影響動物的生存機會和繁殖機會?
- 演化：一個行為與其他親源物種的相似行為的比較、這些行為的種系發生過程。以及為什麼是這個層面改變而不是另一個?

這些問題被認為是現代動物行為學、社會生物學以及人類科學的跨学科研究基石。

## 参照
- 他的哥哥扬·廷贝亨（Jan Tinbergen），1969年诺贝尔经济学奖得主

## 延伸閱讀
- Tinbergen, Niko (1951). The Study of Instinct. Oxford, Clarendon Press.
- Tinbergen, Niko (1953). The Herring Gull's World. London, Collins.
- Kruuk, Hans  (2003). Niko's Nature: The Life of Niko Tinbergen and His Science of Animal Behaviour. Oxford, Oxford University Press. ISBN 0-19-851558-8
- Dawkins, Marian Stamp; Halliday, TR; Dawkins, Richard  (1991). The Tinbergen Legacy. London, Chapman & Hall. ISBN 0-412-39120-1
- Burkhardt Jr., Richard W (2005). Patterns of Behavior : Konrad Lorenz, Niko Tinbergen, and the Founding of Ethology. ISBN 0-226-08090-0

## 外部連結
- Autobiography（页面存档备份，存于）
- The Nobel Prize in Physiology or Medicine 1973: von Frisch, Lorenz and Tinbergen（页面存档备份，存于）
- Diagram on The Four Areas of Biology
- Further Diagrams on The Four Areas of Biology (Documents No. 9, 10 and 11 in English)（页面存档备份，存于）
- Periodic Table of Human Sciences（页面存档备份，存于）